# The Kid is All Right
The Kid is All Right (рус. Ребёнок в порядке) — шестой эпизод двадцать пятого сезона мультсериала «Симпсоны». Выпущен 24 ноября 2013 года в США на телеканале «FOX».

## Краткий сюжет
Лиза знакомится с новой ученицей Спрингфилдской начальной школы — Изабель Гутиеррес и заводит с ней дружбу. Но вскоре она с ужасом узнаёт, что та — консерватор. Известно, что Лиза придерживается либеральных взглядов. Им придётся противостоять на школьных выборах представителей классов. Перед дебатами представители Республиканской партии Спрингфилда предлагают ей принять участие в будущей президентской кампании. Чтобы победить на выборах, Лизе нужно стать более грубой и резкой. Для этого она обращается за помощью к Барту.

## Отношение критиков и публики
Число человек 18-49 лет, просмотревших эпизод в ночь премьеры — 6.78 миллионов. Эпизод получил рейтинг 3.0, став первым по просматриваемости в блоке «Animation Domination». Деннис Перкинс из «The A.V. Club» оценил эпизод на «B-» со словами: «Самый большой недостаток данного эпизода — он просто не смешной, там очень мало хороших цитат. Что интересно, в эпизоде нет второго сюжета, но меня это нисколько не расстроило».

## Интересные факты
- В этой серии вновь появился мистер Бергстром, о чем Лиза даже не узнала.

## Культурные отсылки
- Пластилин, в который играет Мэгги, называется «Play-(Annoyed Grunt)», что можно растрактовать как «Play-D'oh!» — это является пародией на известный баночный пластилин «Play-Do».
- Во время показа дебатов Лизы и Изабель в будущем на трибуне можно заметить Гипножабу.